# Ondergroep (wiskunde)
In de groepentheorie is een ondergroep of deelgroep {\displaystyle H} van een gegeven groep {\displaystyle G} met de groepsbewerking {\displaystyle *} een deelverzameling van {\displaystyle G} die zelf ook een groep is bij dezelfde groepsbewerking {\displaystyle *}. Dat {\displaystyle H} een ondergroep is van {\displaystyle G}, wordt genoteerd met {\displaystyle H\leq G}.

## Definitie
De deelverzameling {\displaystyle H\subseteq G} van een groep {\displaystyle (G,*)} heet een ondergroep van {\displaystyle (G,*)}, als {\displaystyle H} met de groepsbewerking {\displaystyle *} van {\displaystyle (G,*)} zelf een groep is.
Dat houdt in dat de beperking van de bewerking {\displaystyle *} tot {\displaystyle H} voldoet aan de axioma's voor groepsbewerking.
Als de ondergroep {\displaystyle H} van een groep {\displaystyle G} gevormd wordt door een echte deelverzameling van {\displaystyle G}, is  {\displaystyle (H,*)} een echte ondergroep van {\displaystyle (G,*)}. Voor iedere groep {\displaystyle G} is er de triviale ondergroep met alleen het neutrale element.

## Nevenklassen
Gegeven een groep {\displaystyle (G,*)} en een ondergroep {\displaystyle H\leq G}, dan onderscheidt men voor ieder element {\displaystyle g\in G} de nevenklassen van {\displaystyle g} in {\displaystyle G}. De linkernevenklasse {\displaystyle gH} van {\displaystyle H} bepaald door {\displaystyle g} is
{\displaystyle gH=\{gh\mid h\in H\}}
en de rechternevenklasse {\displaystyle Hg}
{\displaystyle Hg=\{hg\mid h\in H\}}.
Iedere ondergroep {\displaystyle H} van een groep {\displaystyle G} heeft in {\displaystyle G} altijd evenveel linker- als rechternevenklassen. Een ondergroep heet een normaaldeler van de groep als linker- en rechternevenklassen samenvallen.

## Orde
Voor een eindige groep {\displaystyle G} kan de orde, dat wil zeggen het aantal elementen, van die groep door de orde van alle ondergroepen {\displaystyle H} ervan worden gedeeld. Dat is de stelling van Lagrange. Het quotiënt van de orde van {\displaystyle G} en van {\displaystyle H} is het aantal nevenklassen van {\displaystyle H} in {\displaystyle G}.

## Eigenschappen
- Het neutrale element van een ondergroep {\displaystyle H\leq G} is hetzelfde als het neutrale element van {\displaystyle G} zelf.
- De inverse {\displaystyle h^{-1}} van een element {\displaystyle h\in H} in een ondergroep {\displaystyle H\leq G} is gelijk aan de inverse {\displaystyle h^{-1}} van het element in de groep {\displaystyle h\in G}.
- De doorsnede van twee ondergroepen is ook een ondergroep.
- Een deelverzameling {\displaystyle H\subseteq G} is dan en slechts dan een ondergroep van de groep {\displaystyle G}, als in {\displaystyle H} tenminste het neutrale element voorkomt, {\displaystyle H} gesloten is onder de groepsbewerking en de inverse {\displaystyle h^{-1}} van ieder element {\displaystyle h\in H} ook een element van {\displaystyle H} is. Dit houdt in: dat met {\displaystyle a,b\in H} ook {\displaystyle ab\in H} en {\displaystyle a^{-1}\in H}.
- Als {\displaystyle H} eindig is, dan is {\displaystyle H} dan en slechts dan een ondergroep van {\displaystyle G}, als  {\displaystyle H} gesloten is onder vermenigvuldiging. In dit geval genereert elk element {\displaystyle a\in H} een eindige cyclische ondergroep van {\displaystyle H} en is de inverse van {\displaystyle a} gelijk aan {\displaystyle a^{-1}=a^{n-1}}, waarin {\displaystyle n} de orde is van {\displaystyle a}. Dat betekent dat {\displaystyle n} het kleinste getal is, zodat {\displaystyle a^{n}=e} met {\displaystyle e} het neutrale element van {\displaystyle G} en van {\displaystyle H}.
- Ieder element {\displaystyle a} van een groep {\displaystyle G} genereert een cyclische ondergroep {\displaystyle \langle a\rangle }. Als er een positief geheel getal {\displaystyle n} is zodanig dat {\displaystyle \langle a\rangle } isomorf is met {\displaystyle \mathbb {Z} /n\mathbb {Z} }, dan is {\displaystyle n} gelijk aan de orde van {\displaystyle a}. Is {\displaystyle \langle a\rangle } isomorf met {\displaystyle \mathbb {Z} }, dan zegt men dat {\displaystyle a} van een oneindige orde is.
- Voor een deelverzameling {\displaystyle S\subseteq G} bestaat er een kleinste ondergroep {\displaystyle H} die {\displaystyle S} omvat. {\displaystyle H} is de doorsnede van alle ondergroepen die {\displaystyle S} omvatten, wordt aangeduid met {\displaystyle \langle S\rangle } en de door {\displaystyle S} voortgebrachte ondergroep genoemd. Een element van {\displaystyle G} is dan en slechts dan een element van {\displaystyle \langle S\rangle } als het een eindig product is van elementen van {\displaystyle S} en hun inverses.
- De ondergroepen van een groep vormen onder inbedding een volledige tralie die de tralie van ondergroepen wordt genoemd.
- Ondergroepen van cyclische groepen zijn ook cyclisch.
- De vereniging van ondergroepen is alleen dan een ondergroep in het triviale geval dat een van beide ondergroepen de andere omvat.

## Voorbeeld
Laat {\displaystyle G=\{0,2,4,6,1,3,5,7\}} een commutatieve groep zijn met als groepsbewerking de optelling modulo acht. De cayley-tabel van de groep is
| + | 0 | 2 | 4 | 6 | 1 | 3 | 5 | 7 |
| - | - | - | - | - | - | - | - | - |
| 0 | 0 | 2 | 4 | 6 | 1 | 3 | 5 | 7 |
| 2 | 2 | 4 | 6 | 0 | 3 | 5 | 7 | 1 |
| 4 | 4 | 6 | 0 | 2 | 5 | 7 | 1 | 3 |
| 6 | 6 | 0 | 2 | 4 | 7 | 1 | 3 | 5 |
| 1 | 1 | 3 | 5 | 7 | 2 | 4 | 6 | 0 |
| 3 | 3 | 5 | 7 | 1 | 4 | 6 | 0 | 2 |
| 5 | 5 | 7 | 1 | 3 | 6 | 0 | 2 | 4 |
| 7 | 7 | 1 | 3 | 5 | 0 | 2 | 4 | 6 |
Het neutrale element onder optellen van deze groep is 0. Deze groep wordt onder optellen door het element 1 voortgebracht, dus is een cyclische groep. De groep heeft een paar niet-triviale ondergroepen: {\displaystyle J=\{0,4\}}, {\displaystyle H=\{0,2,4,6\}} en {\displaystyle J} is een ondergoep van {\displaystyle H}. De cayley-tabel voor {\displaystyle H} bestaat uit het linkerboven kwadrant van de cayley-tabel voor {\displaystyle G}.